# 古道行
古道行（1599年—1640年），南直隸揚州衛人，明朝軍事人物。

## 生平
古道行個性慷慨任俠，懂得司馬兵法，在天啟四年（1624年）中武舉人，崇禎四年（1631年）成武進士，署任副千戶，同年擔任薊鎮潮河川守備，到七年（1634年）受薊遼總督傅宗龍推薦加都司僉書銜，管標下左掖營遊擊事，次年再得監視薊鎮西協太監鄧希詔題請加遊擊，後陞駱馬湖參將。十三年（1640年）時流寇入侵，他率兵抵禦道，多次勝出，但因為沒有援軍，最終戰死。

## 引用
1. 1 2  《明清史料·辛編第三本》：〈兵部題行推補山西利民堡參將稿〉：……推舉得〔遊擊將〕薊遼總督標下左掖營尤吉【遊擊】將軍署都指揮僉事古道行……古道行，年三十八歲，係南直隸揚州衛武進士，署副千戶，崇禎四年十二月推薊鎮潮河川守備，七年五月〔該〕薊遼總督傅宗龍咨加都司僉書〔職銜〕管標下左掖營尤吉【遊擊】事，八年正月監視薊鎮西協太監鄧希詔題加尤吉【遊擊】……崇禎九年五月十六日郎中王陞、協贊司事員外郎包鳳起、管理冊庫員外郎王驥
2. 1 2  光緒《增修甘泉縣志·卷十三·忠節》：古道行，江都人，崇徵辛未武進士。慷慨任俠，兵按司馬法，以參將守駱馬湖。庚辰寇至，道行兵帥禦之戰，累勝，援師不至，竟歿於陣。 同上（《橫雲山史稿》）
3. ↑  光緒《增修甘泉縣志·卷七·選舉》：（天啟）四年甲子（武舉人）……古道行